# Christlieb Georg Heinrich Arresto
Christlieb Georg Heinrich Arresto, genannt Burchardi (* 1768 in Schwerin; † 22. Juli 1817 in Bad Doberan) war ein deutscher Schauspieler und Dichter.

## Leben
Arresto studierte ab 1787 Rechtswissenschaften an der Universität Bützow. Er trat schon früh als Schauspieler an verschiedenen Bühnen Niedersachsens auf und erreichte Anfang des 19. Jahrhunderts am Hamburger Stadttheater in der Liebhaberrolle Bekanntheit.
Er wurde dann Direktor des deutschen Theaters in Sankt Petersburg und später als Leiter des Mecklenburg-Schwerinschen Theaters eingesetzt. Daneben betätigte Arresto sich als Schauspieldichter.

## Werke
- Der feindliche Sohn. Schauspiel in 4 Aufzügen (Fortsetzung der Soldaten)
- Der Indienfahrer. Ein Schauspiel in vier Aufzügen Digitalisat
- Der Richter. Schauspiel in fünf Aufzügen
- Die Soldaten. Ein Schauspiel in fünf Aufzügen Digitalisat
- Vergehen und Größe. Ein Schauspiel in fünf Akten Digitalisat, (Digitalisat)